# 0542
0542 è il prefisso telefonico del distretto di Imola, appartenente al compartimento di Bologna.
Il distretto comprende la parte sud-orientale della città metropolitana di Bologna. Confina con i distretti di Ferrara (0532) a nord, di Lugo (0545) a est, di Faenza (0546) a sud-est, di Firenze (055) a sud-ovest e di Bologna (051) a ovest.

## Aree locali e comuni
Il distretto di Imola comprende 8 comuni compresi in 1 area locale, nata dall'aggregazione dei 2 preesistenti settori di Borgo Tossignano e Imola: Borgo Tossignano, Casalfiumanese, Castel del Rio, Castel Guelfo di Bologna, Dozza, Fontanelice, Imola e Mordano .